# Jyoti Amge
Jyoti Amge  (Nagpur, 16 de diciembre de 1993) es una actriz de la India declarada la mujer viva más baja del mundo el 10 de diciembre de 2011 por el Libro Guinness de los récords, con una altura de 63 cm, debido a una anormalidad de crecimiento llamada acondroplasia.
Se la presentó en el documental de 2009 titulado BodyShock: Dos pies de altura adolescente. También fue una participante invitada en Jefe Bigg 6, un programa de televisión de la India.
En 2012, conoció al hombre más pequeño del mundo, Chandra Bahadur Dangi, de Nepal. La pareja posó junta en la 57.ª edición de los Guinness World Records, de 2013.
También en 2013, fue invitada al programa de Susana Giménez, de Argentina.
El 13 de agosto de 2014, fue elegida para interpretar a Ma Petite en la serie de televisión American Horror Story: Freak Show.

## Filmografía
| Año       | Título                            | Apariciones | Notas             |
| --------- | --------------------------------- | ----------- | ----------------- |
| 2009      | Body Shock                        | Ella misma  |                   |
| 2012-2013 | Bigg Boss 6                       | Ella misma  | Invitada especial |
| 2014-2015 | American Horror Story: Freak Show | Ma Petite   | 12 episodios      |